# Excalibur

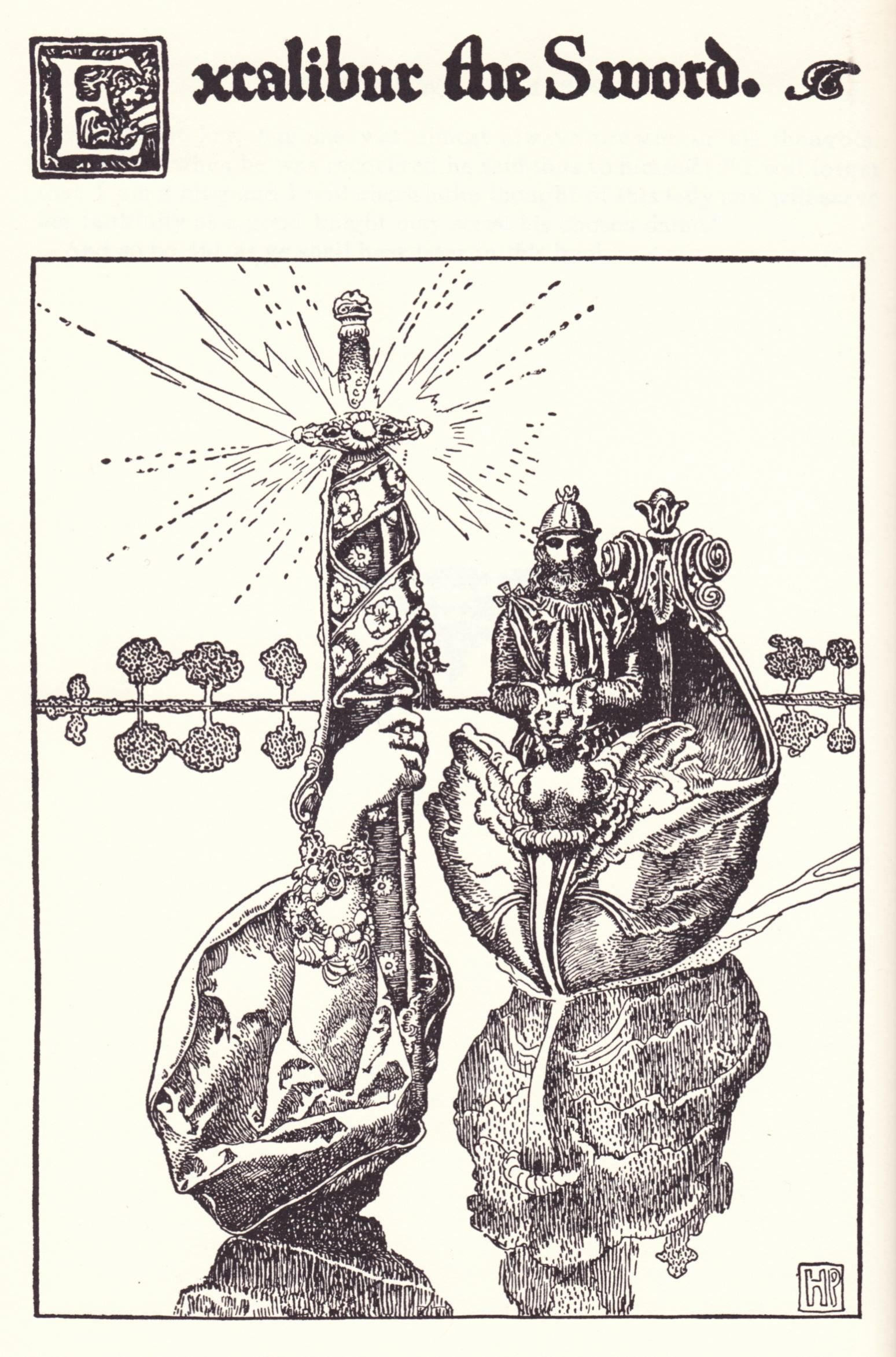
Excalibur in einer Illustration aus Howard Pyles The Story of King Arthur and his Knights (1902)

Excalibur oder Caliburn ist der Name des Schwertes des mythischen Königs Artus.

## Etymologie
Excalibur, auch Caliburn(us) genannt, könnte die latinisierte Form des keltischen Caledvwlch, zu Deutsch „Hartscharte“, sein.

## Legende
Von dem mythischen Zauberer Merlin war das Schwert Caliburn durch einen Stein bzw. Amboss getrieben worden. Von ihm hieß es, nur der wahre künftige Herrscher könne es dort wieder herausziehen. Nachdem zahlreiche namhafte Ritter und Adelige an dieser Aufgabe gescheitert waren, gelang es Artus, dem Sohn des englischen Großkönigs Uther Pendragon, das Schwert mühelos zu befreien, was ihn zum rechtmäßigen König machte.
Als Artus das Schwert Caliburn in einer Schlacht zerschlagen hatte, schenkte die Herrin vom See dem jungen König als Ersatz Excalibur, um damit sein Königreich zu schützen. Der Legende nach gab Excalibur seinem Besitzer übermenschliche Kräfte, und seine Scheide machte jeden, der sie bei sich trug, unverwundbar. Jedoch raubte Artus’ Halbschwester Morgan le Fay durch eine List die Scheide, sodass Artus seitdem bei Verletzungen wieder gefährdet war. Excalibur aber blieb ihm erhalten.
Nachdem Artus in einer Schlacht gegen Mordred zu Tode gekommen war, brachte man ihn nach Avalon. Sir Bedivere warf Excalibur zurück in den See, wo es die Herrin vom See wieder annahm. Dort soll es der Sage nach noch immer ruhen.

## Trivia
Der am 29. September 1973 entdeckte Hauptgürtelasteroid (9499) Excalibur wurde nach dem mythischen Schwert benannt.